# Ludo van Bogaert
Ludo van Bogaert (15 de maio de 1897 - 4 de março de 1988) foi um neurologista belga.